# Grünau-Ost
Grünau-Ost ist ein Ortsteil von Leipzig nach der kommunalen Gebietsgliederung von 1992 und gehört zum Stadtbezirk West. Es umfasst die als erstes entstandenen drei Wohnkomplexe der Großsiedlung Grünau.

## Lage

Lage des Ortsteils Grünau-Ost in Leipzig

Grünau-Ost liegt 6 Kilometer südwestlich der Leipziger Innenstadt. Es grenzt, vom Norden angefangen im Uhrzeigersinn, an die Ortsteile Schönau, Neulindenau, Kleinzschocher sowie Grünau-Mitte. Im Norden erstreckt sich der Ortsteil bis an die Lützner Straße, im Westen an die Schönauer Straße, im Süden an die Ratzelstraße und Gärtnerstraße und schließt im Osten noch einen Streifen jenseits der Brünner Straße mit ein.

## Geschichte
Die Grundsteinlegung für die Großsiedlung Grünau erfolgte am 1. Juni 1976 im heutigen Grünau-Ost. Das Grundsteinlegungsdenkmal von Gerd E. Nawroth (1986) ist eine Plastik aus Edelstahl (circa 2 Meter breit und 5,50 Meter hoch). Sie steht unter Denkmalschutz und befindet sich auf einer Wiese vor einer Kindertagesstätte südlich der S-Bahn-Linie. Vor dem Bau der Großsiedlung gab es hier nur Landwirtschaft. Von 1911 bis 1912 wurde eine vierreihige Lindenallee in Nord-Süd-Richtung angelegt, die den Gutspark Schönau im Norden mit der Villa des Industriellen Rudolph Sack im Süden verband. Der Industrielle betrieb hier seit 1888 eine landwirtschaftliche Versuchsstation. Dort befindet sich heute der Robert-Koch-Park. Eine Gedenktafel in der Lindenallee erinnert daran, dass hier im August 1944 ein KZ-Außenlager für 500 arbeitsfähige, junge ungarische Jüdinnen aus dem KZ Stutthof bei Danzig aus dem Boden gestampft wurde. Sie wurden als Zwangsarbeiterinnen in dem an der Schönauer Straße gelegenen Flugzeugwerk der Allgemeinen Transportanlagen-Gesellschaft Leipzig (ATG) benötigt. Am 13. April 1945 ließ die SS das Außenlager Leipzig-Schönau auflösen. Die Häftlingsfrauen wurden gezwungen, in einem Todesmarsch zu Fuß über Wurzen – Oschatz – Strehla in Richtung Elbe zu marschieren. Die Überlebenden wurden von eintreffenden amerikanischen Truppen in Strehla befreit.

## Ortstypik

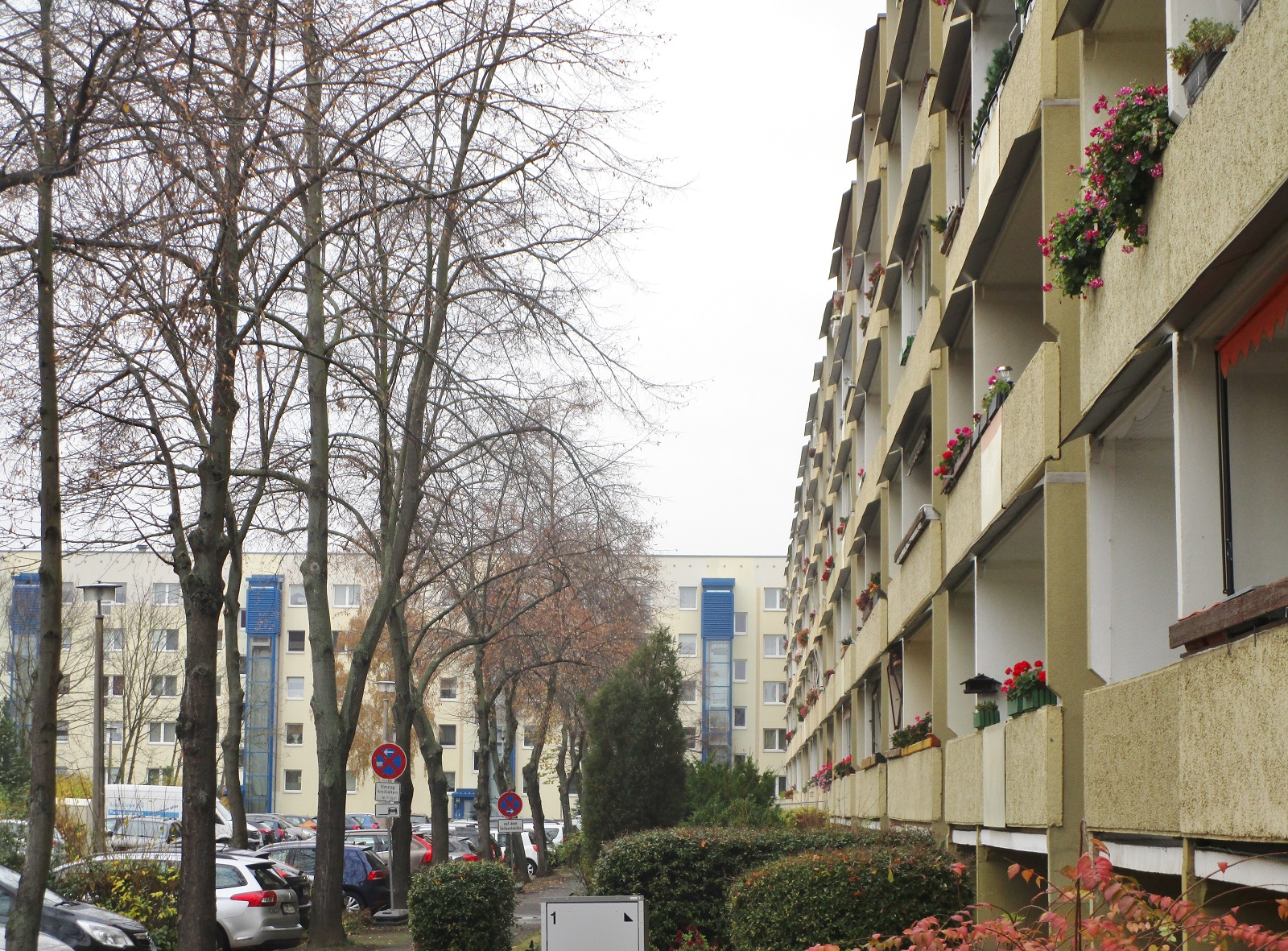
In Grünau-Ost

Grünau-Ost liegt auf einem flachen Terrain auf einer Höhe von rund 120 Metern über Null. In der Mitte wird es durch die S-Bahn-Linie, die in einem Geländeeinschnitt liegt, in einen nördlichen und einen südlichen Bereich geteilt. Für Fußgänger und Radfahrer gibt es eine Brücke am S-Bahn-Haltepunkt Grünauer Allee. Am westlichen Ende von Grünau-Ost führt die Schönauer Straße auf einer Brücke über die S-Bahn, am östlichen Ende die Brünner Straße. Nördlich der S-Bahn befinden sich die Wohnkomplexe 2 und 3, südlich der Wohnkomplex 1 und der Robert-Koch-Park. Nördlich verläuft die Alte Salzstraße, die Fußgängern und Radfahrern vorbehalten ist, parallel zur S-Bahn. Hier befindet sich das Quartierszentrum von Grünau-Ost (an der Kreuzung Grünauer Allee / Alte Salzstraße). An der Alten Salzstraße befinden sich neben 11-geschossigen Wohnblocks zwei Schulen (die Freie Schule Leipzig und das Bischöfliche Maria-Montessori-Schulzentrum) und das Kinder- und Jugendtheater Theatrium.
Grünau-Ost ist aktuell (2021) geprägt von einer aufgelockerten, weitestgehend fünfgeschossigen, vollsanierten Wohnbebauung mit großzügigen Höfen. Diese Quartiere Grünaus weisen einen hohen Sanierungsstand auf sowie einen geringen Leerstand. Die Wohnungszuschnitte sind allerdings vergleichsweise klein. Die Wohnungsgenossenschaften sind bestrebt, hier besonders altengerechtes Wohnen zu etablieren. Grünau-Ost ist einer der Ortsteile mit der ältesten Bevölkerung in Leipzig, darunter Bewohnern, die von den Anfängen Grünaus bis heute hier wohnen. Die Zahl der Einwohner ging von 1991 bis 2012 kontinuierlich zurück. Seitdem steigt sie langsam wieder an. Eine Schwäche des Ortsteils ist die mangelhafte Belegung der Ladenzeilen aus der Gründungszeit mit Handel und Dienstleistungen. Rewe hat neu gebaut. Grünau-Ost verfügt über eine gute soziale und kulturelle Bildungs- und Freizeitinfrastruktur. Im WK 2/3 wurden in den vergangenen Jahren durch die Ansiedlung von Angeboten für junge Menschen (Theatrium, Skatehalle) seitens der Stadt gezielte Entwicklungsimpulse gesetzt. Im benachbarten Ortsteil Grünau-Mitte gibt es zentrale Einkaufsmöglichkeiten (Allee-Center Leipzig).
Der im Dezember 2021 fertiggestellte Skatepark "Parkallee" am Heizhaus in Grünau wurde am 12. Juli 2022 zu einem der Preisträger des Sächsischen Staatspreises für Baukultur 2022 und 2023 für den Architekturpreis der Stadt Leipzig gekürt. Er gilt als einer der besten Skateparks in Deutschland.

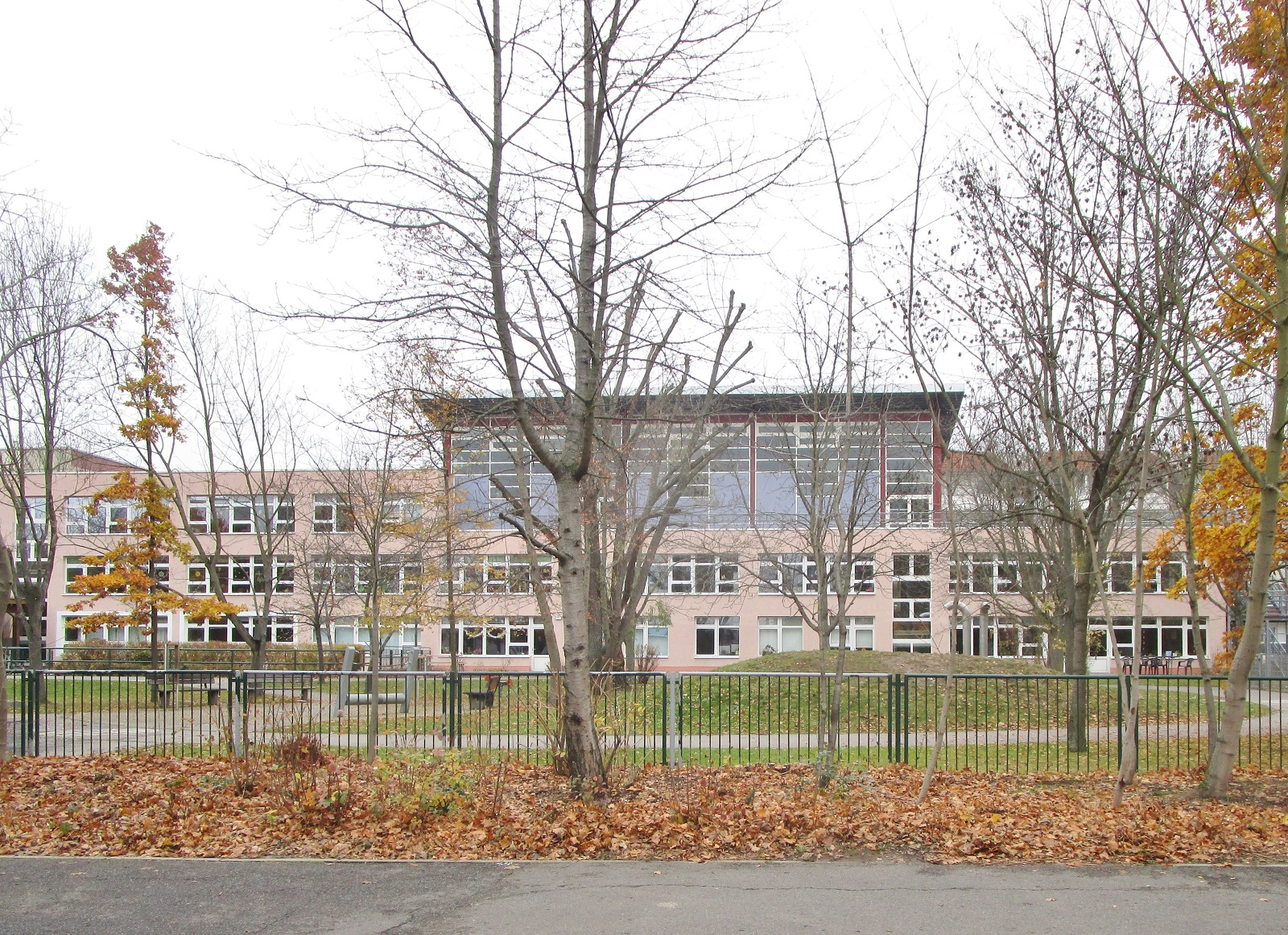
Schule Rosenweg

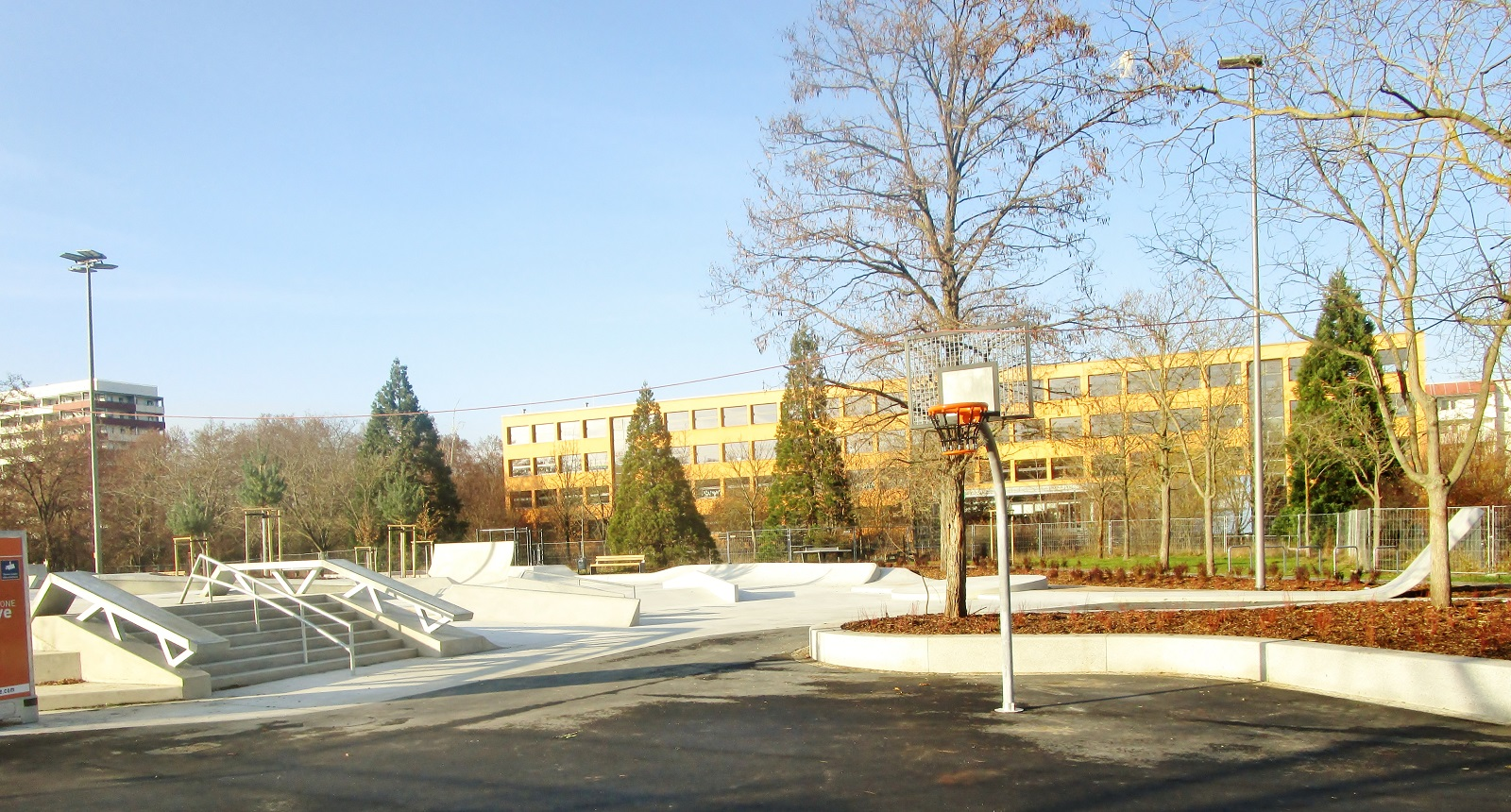
Skate-Anlage

Grünau-Ost ist Standort von 3 Grundschulen, einer Oberschule, einem Gymnasium und einer Förderschule (Schule Rosenweg). Letztere liegt geschützt in einem Blockinnenbereich in einer umgebauten Kinderkombination.

## Bevölkerung
| Jahr | Einwohner |
| ---- | --------- |
| 2000 | 9.357     |
| 2005 | 8.035     |
| 2010 | 7.440     |
| 2015 | 7.633     |
| 2020 | 7.604     |
| 2024 | 7.832     |

Stand: 31.12. des jeweiligen Jahres
Das Durchschnittsalter lag 2017 bei 53,1 Jahren. Der Anteil von Einwohnern mit Migrationshintergrund ist gewachsen, jedoch mit 12,6 % geringer als in anderen Ortsteilen der Großsiedlung Grünau. Der Anteil von Studierenden an der Bevölkerung liegt 10 Prozentpunkte unter dem Leipziger Durchschnitt, der Beschäftigtenanteil um 3,8 Prozentpunkte. 2017 waren Renten/Pensionen für 60 % der Einwohner des Ortsteils Hauptquelle des Lebensunterhalts.

## Politik
Die Wahlbeteiligung in Grünau-Ost ist geringer als die in Leipzig insgesamt (Bundestagswahl 2021: 66,1 %). Im Vergleich zum Bundestagswahlkreis Leipzig II (Wahlkreis 153), zu dem der Ortsteil Grünau-Ost gehört, wurde folgendes Ergebnis erzielt:
| Partei        | CDU  | LINKE | AfD  | SPD  | Grüne | FDP | Sonstige |
| Grünau-Ost    | 16,3 | 12,8  | 20,0 | 28,6 | 5,5   | 7,0 | 9,7      |
| Wahlkreis 153 | 13,1 | 14,7  | 11,2 | 20,9 | 21,3  | 9,7 | 9,1      |

Das Wahlergebnis in Grünau-Ost ist gekennzeichnet durch einen vergleichsweise geringen Anteil der Grünen und einen vergleichsweise hohen Anteil der AfD. Stärkste Partei wurde die SPD.
Bei Wahlen zum Sächsischen Landtag gehört Grünau-Ost zum Wahlkreis Leipzig 5.

## Kunst im öffentlichen Raum
Grünau-Ost hat eine große Dichte an Kunst im öffentlichen Raum vor allem aus den 1980er Jahren. Im Einzelnen sind zu nennen:
- Natursteinplastik Turm der Jugend von Harald Stephan (1986)
- Fischbrunnen von Otto Berndt Steffen (1985)
- Gruppenplastik aus Bronzeguss Jugend (Körperkultur) von Irene Marquardt (1982)
- Bronzeplastik Mutter mit Kind von Theo Balden (1985)
- Plastik aus Stahl mit Keramikelementen Hühnergruppe von Sigried Gramann (1980)
- Gruppenplastik aus Bronze Leipziger Paar von Jürgen von Woyski (1986)
- Plastik aus Sandstein "Liegende" von Marie-Luise Bauerschmidt (1982)
- Plastik aus Muschelkalkstein Kleines Paar von Klaus Thiede (1982)
- Plastik in der Grünauer Allee mit einem Pony (oder etwas Ähnlichem)

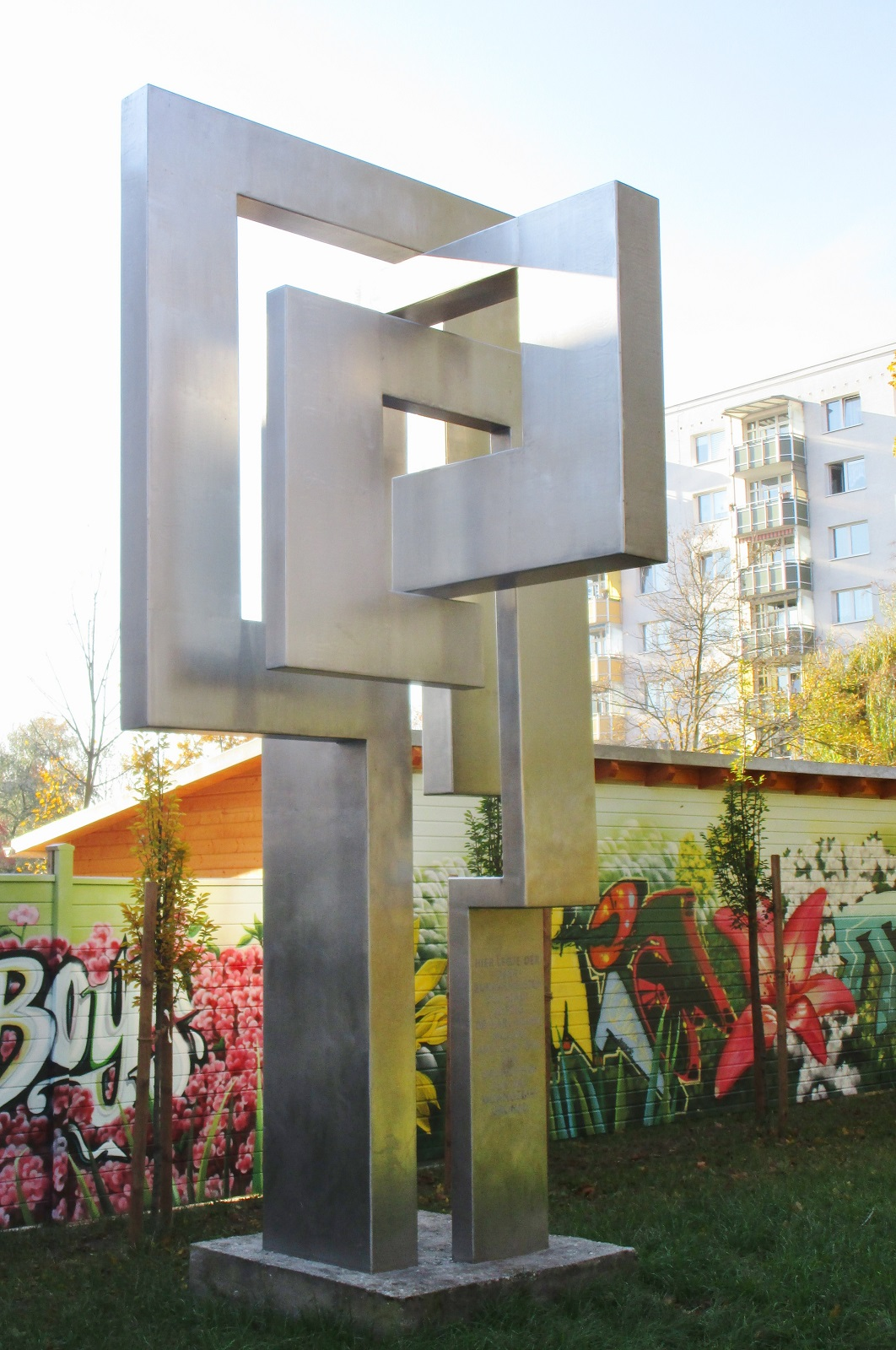
Denkmal (Grundsteinlegung für das Wohngebiet Grünau)
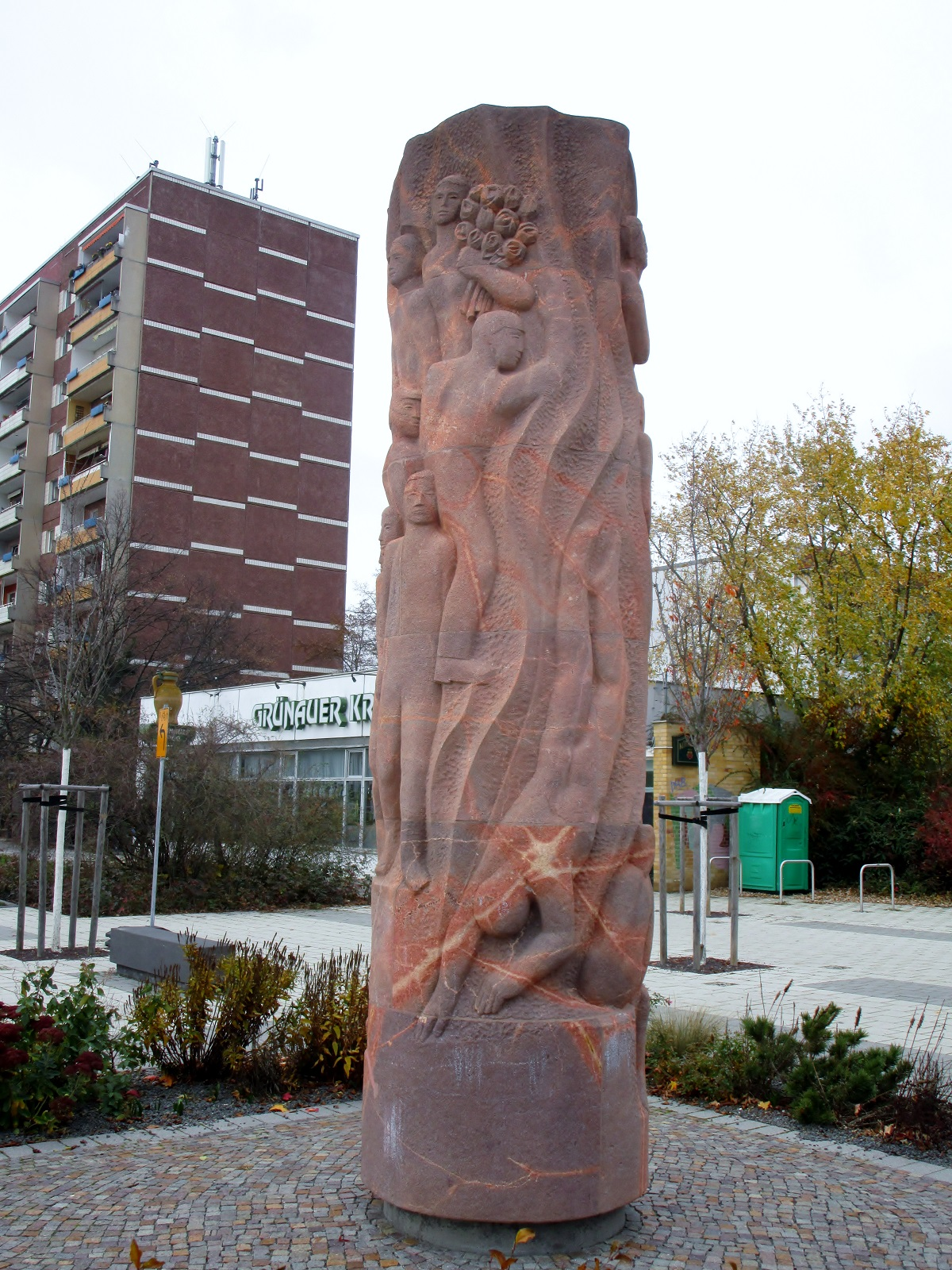
Relief Turm der Jugend
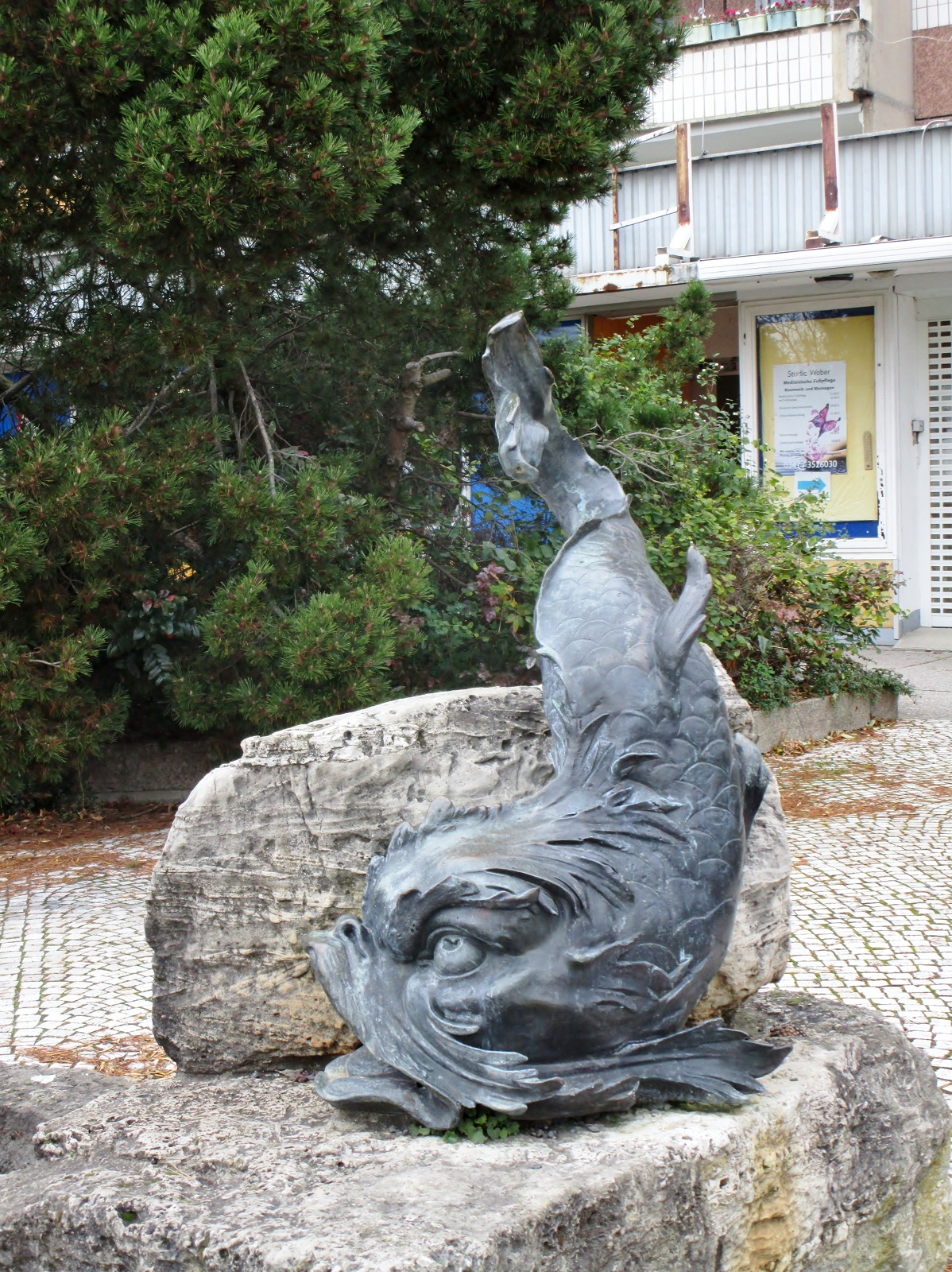
Fischbrunnen
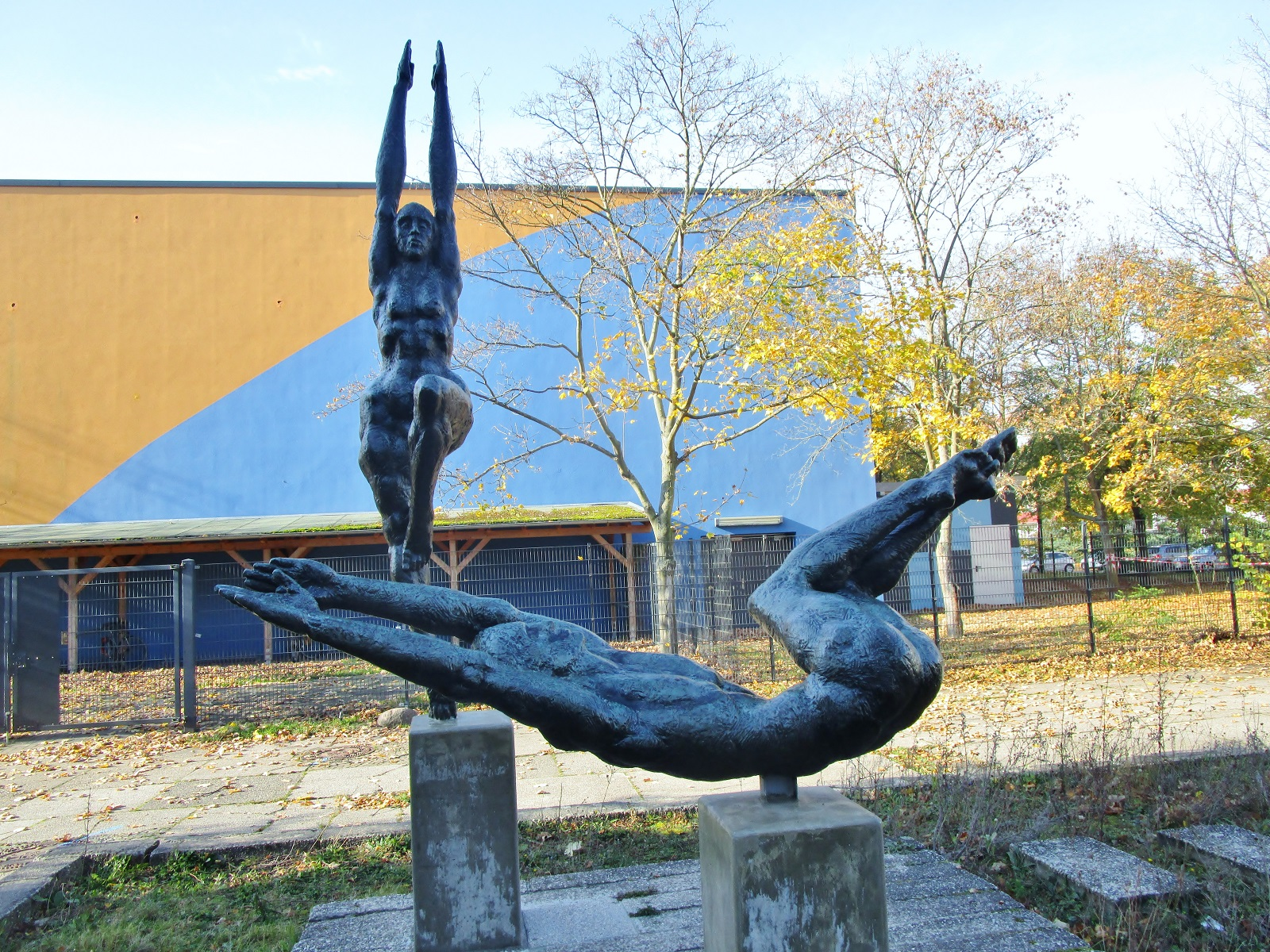
Plastik Jugend (Körperkultur)
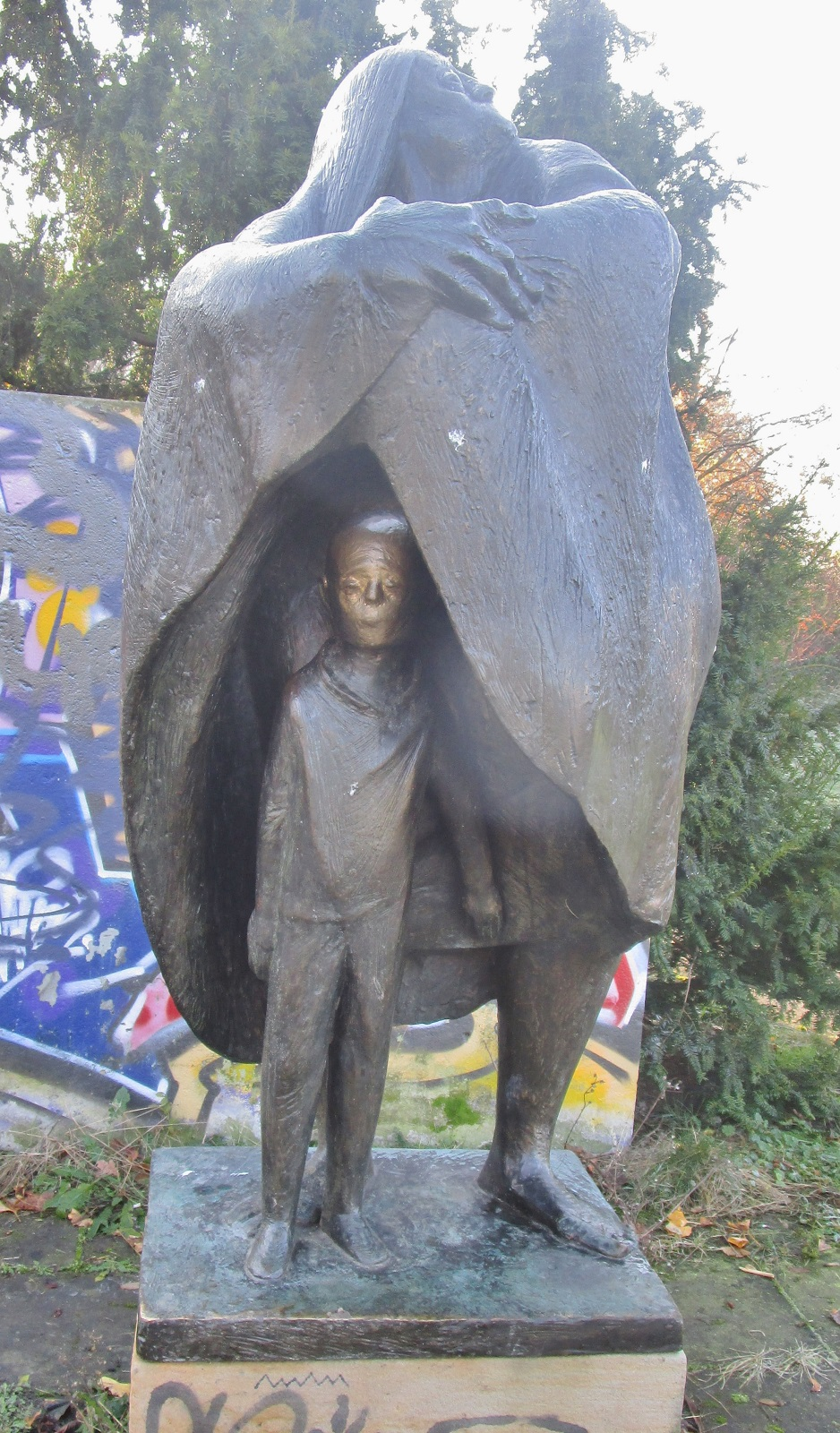
Plastik Mutter mit Kind
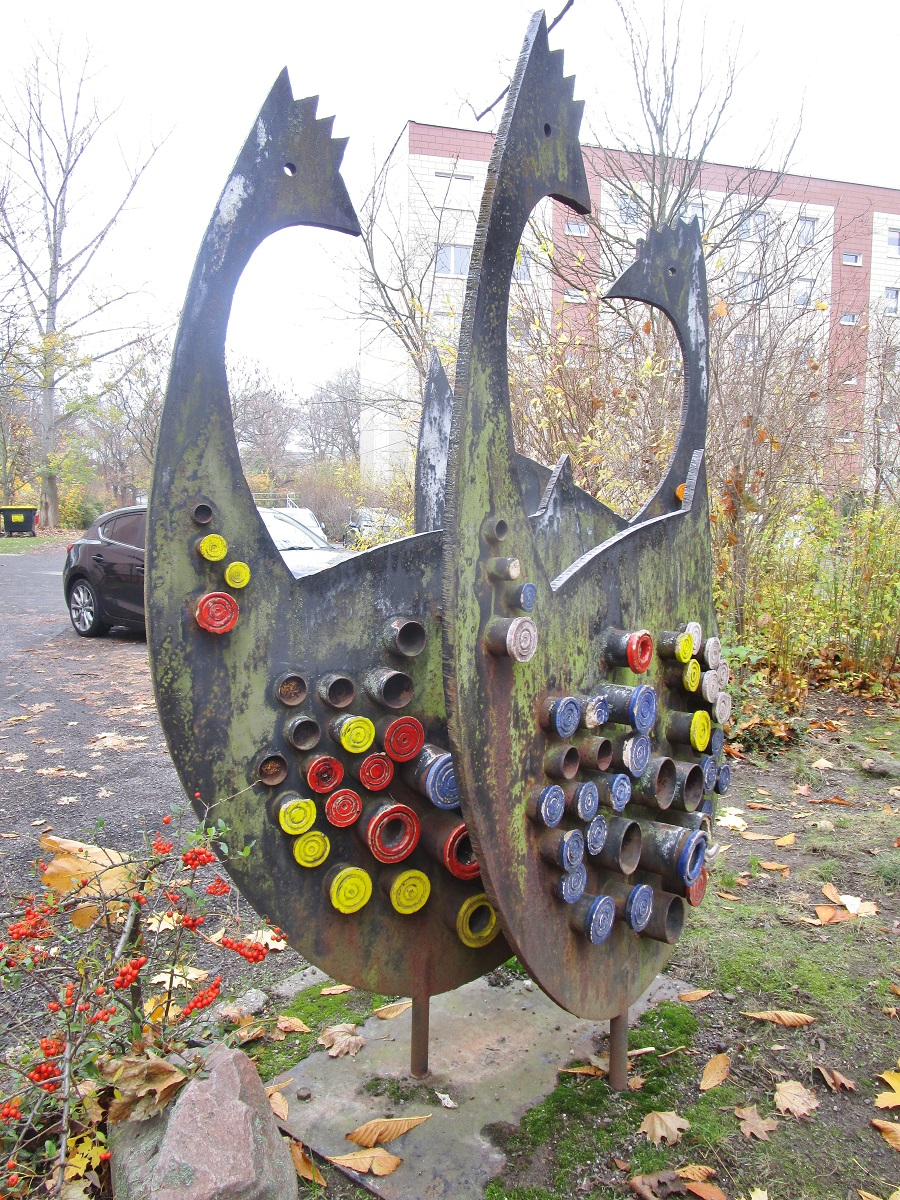
Hühnergruppe von Sigried Gramann
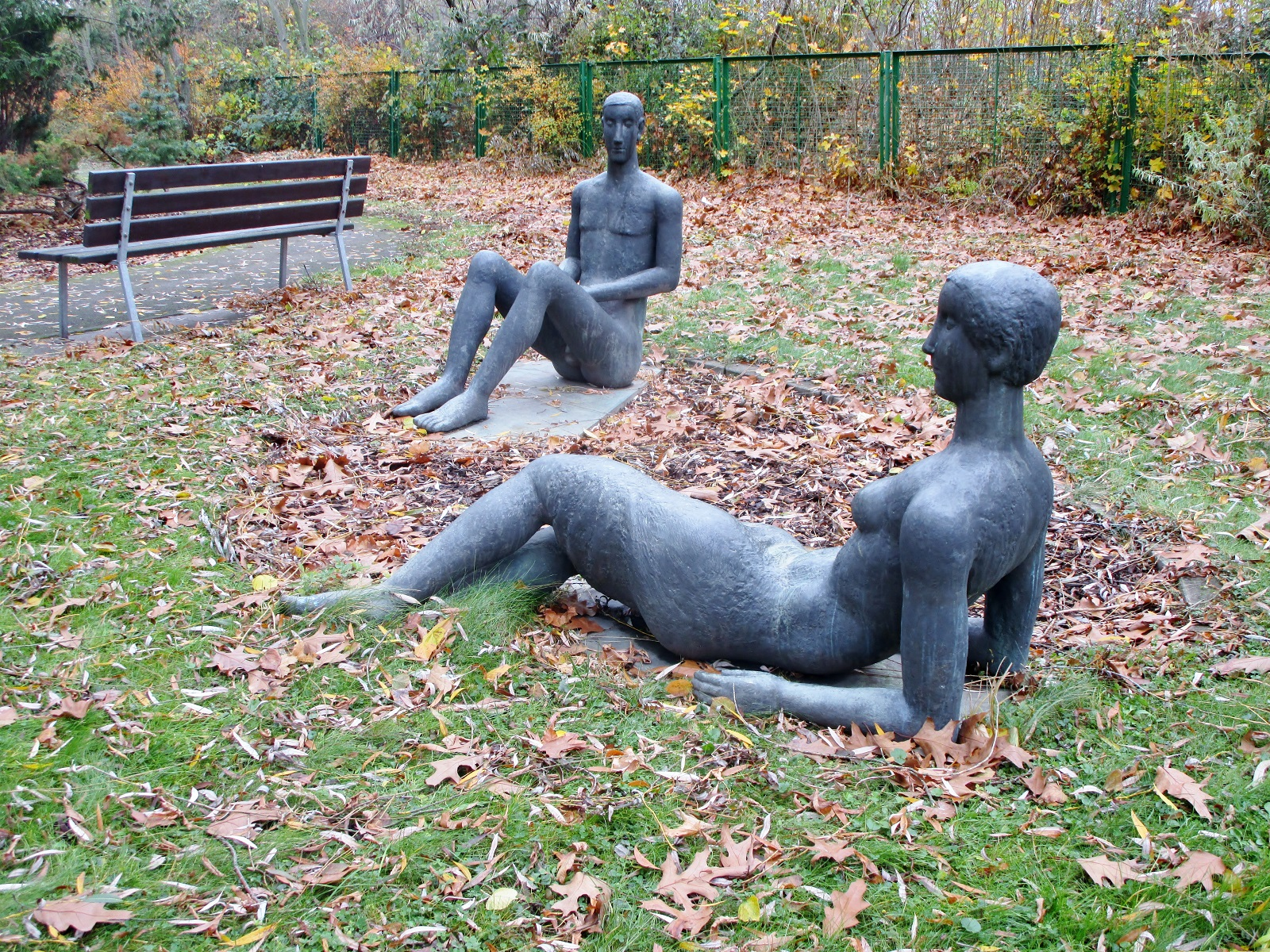
Figurengruppe Leipziger Paar
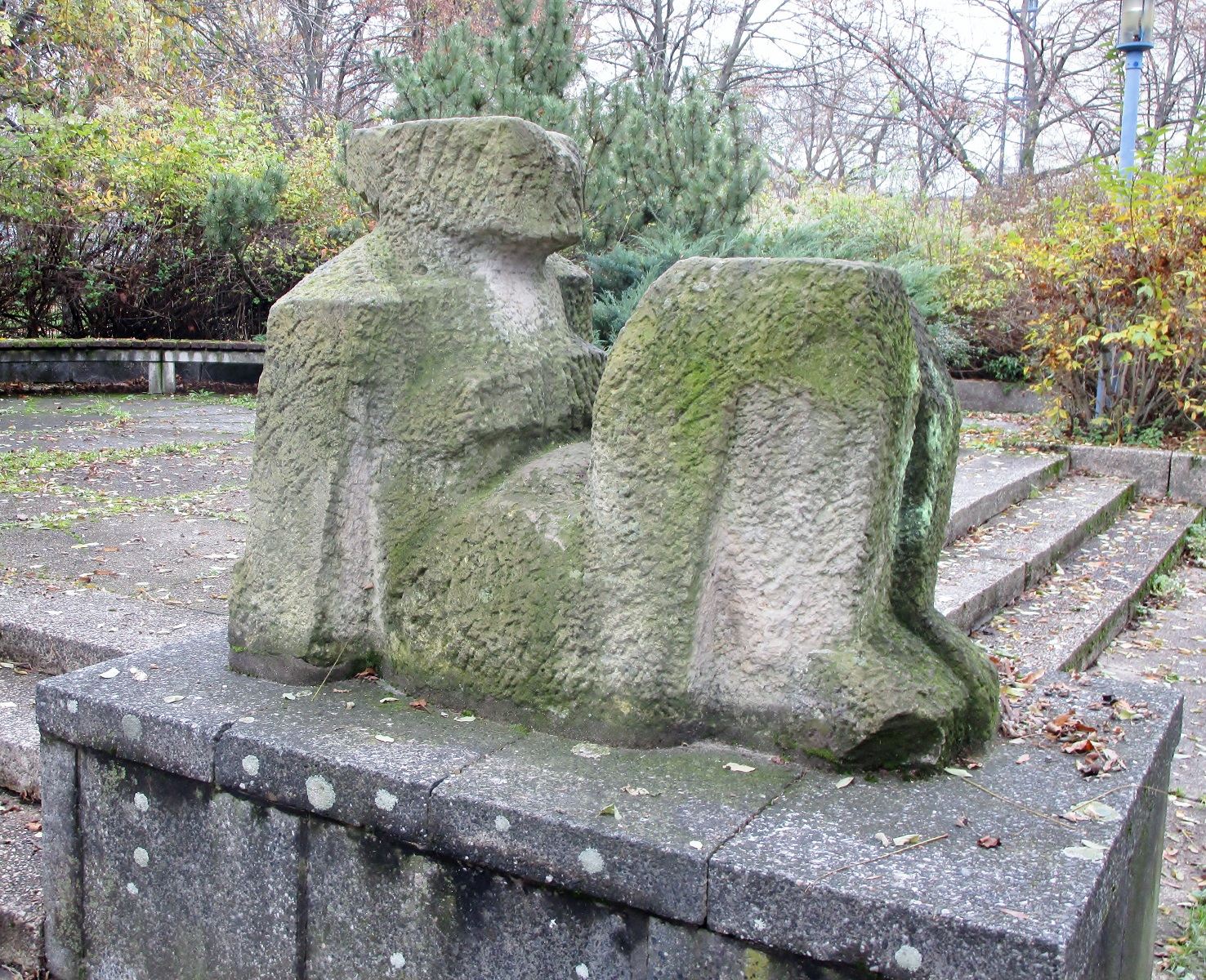
Liegende
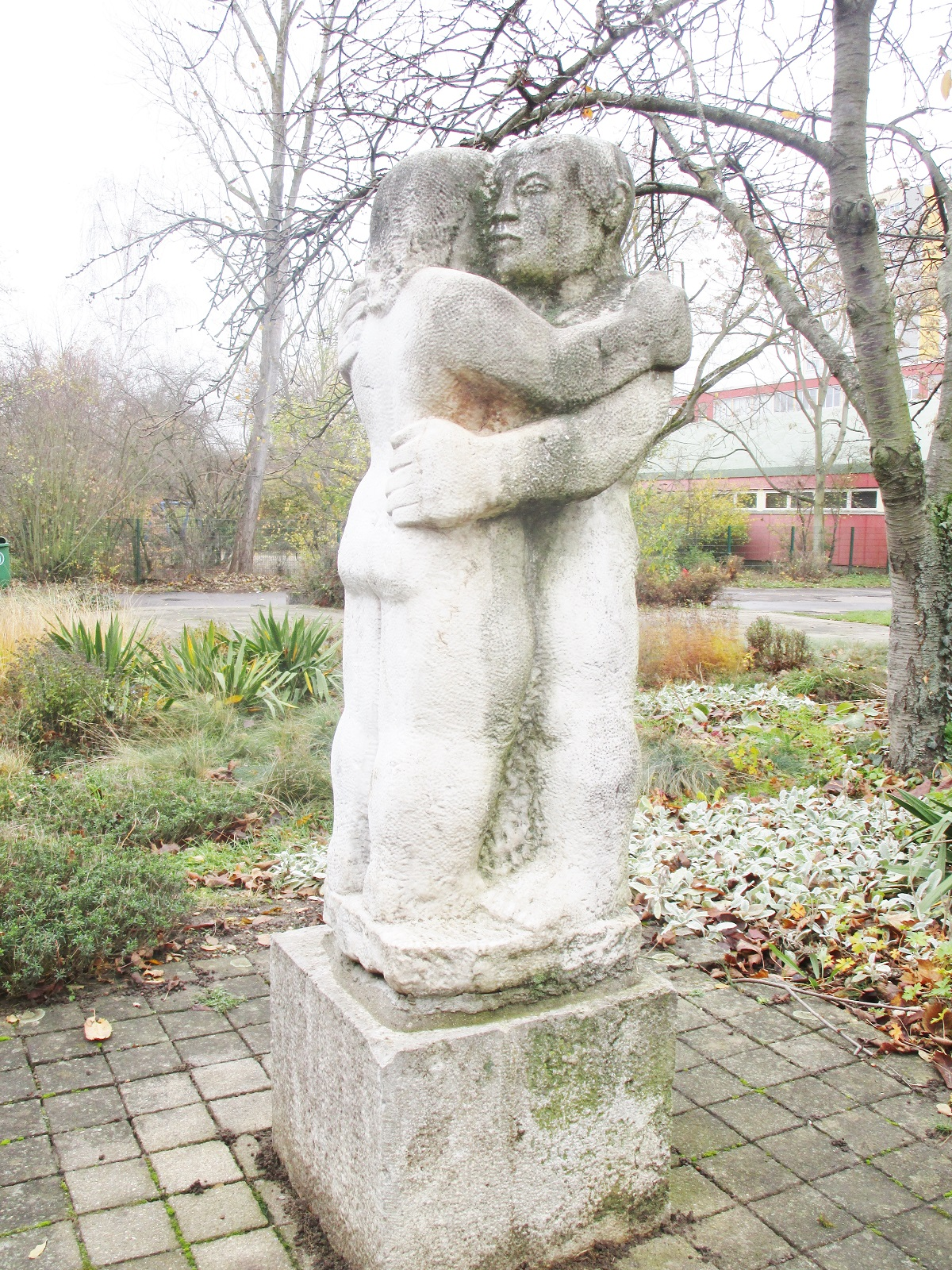
Kleines Paar von Klaus Thiede
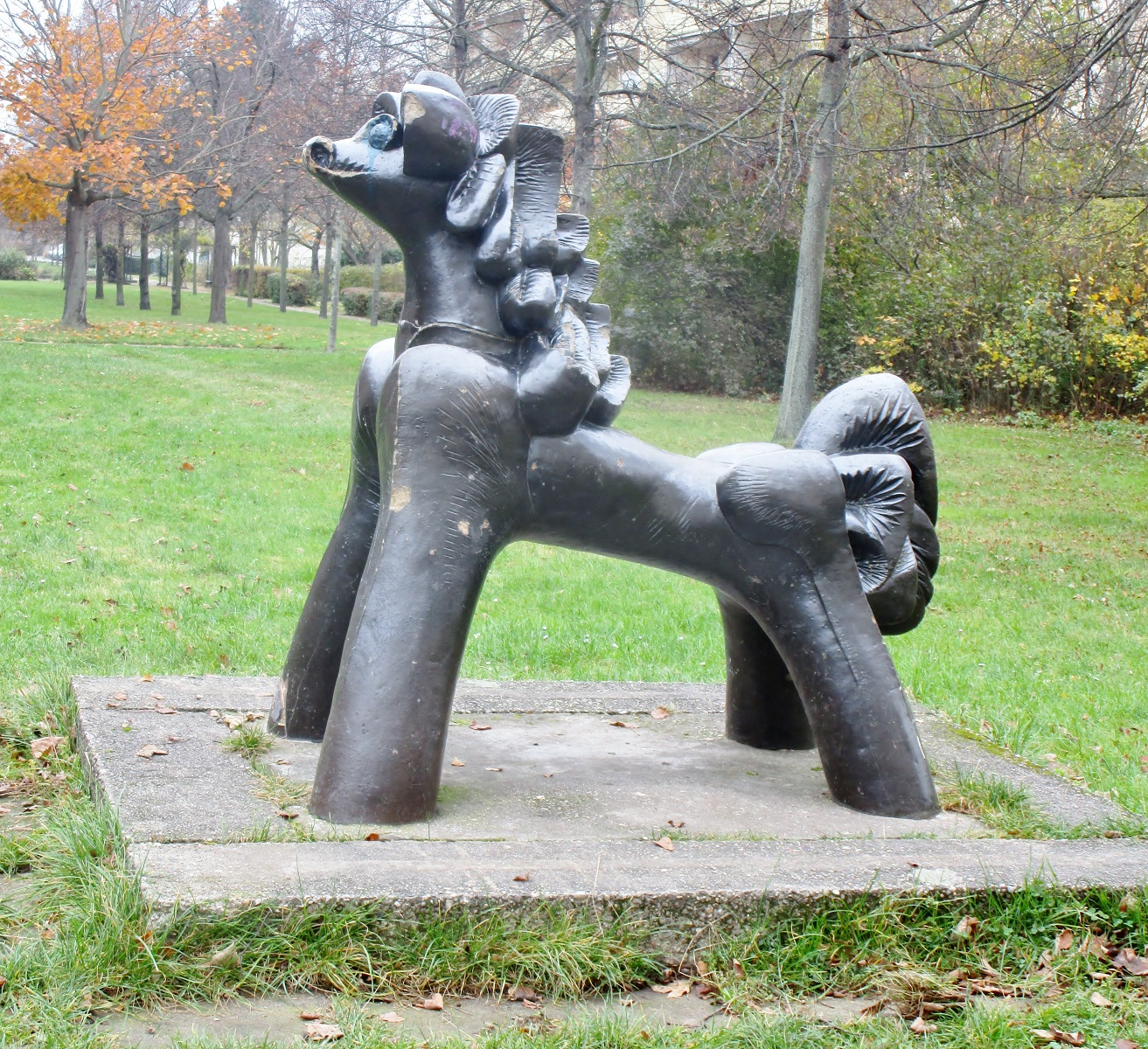
Skulptur in der Grünauer Allee

Siehe auch:
- Liste der Kulturdenkmale in Grünau (Leipzig)

## Verkehr

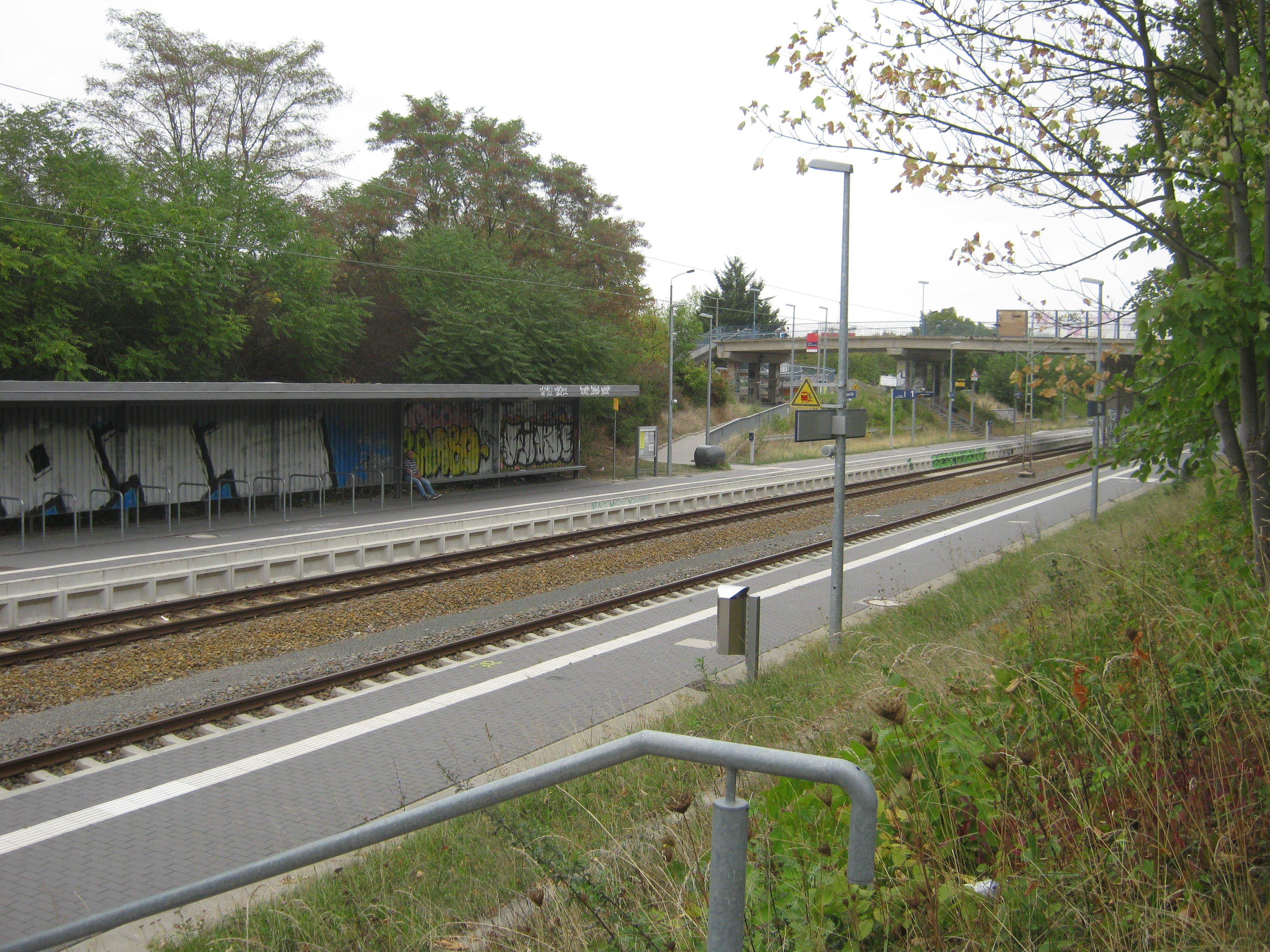
Haltepunkt Leipzig Grünauer Allee

2017 wurden 66 % der Wege der Bewohner in die Innenstadt mit Öffentlichem Verkehr zurückgelegt. Damit korrespondiert die im Vergleich zur Gesamtstadt etwas geringere Pkw-Quote. 2018 gab es 322 private Pkw je 1000 Einwohner. Die Anbindung mit öffentlichen Verkehrsmitteln ist gut. Grünau-Ost hat einen S-Bahn-Haltepunkt (Station Grünauer Allee). Im Norden verkehren ebenfalls in Ost-West-Richtung die beiden Straßenbahnlinien 8 und 15 in der Trasse der Lützner Straße. Die weitere Ost-West-Trasse der Straßenbahn über die Ratzelstraße mit den Linie 1 und 2 liegt im Süden nur knapp außerhalb der Ortsteilgrenzen. Daneben verkehren Buslinien (siehe auch: Nahverkehr in Leipzig).
Die Straßenverbindung in Richtung Innenstadt verläuft ebenso wie die Straßenbahnverbindung über die Lützner Straße oder die Antonienstraße mit den Antonienbrücken. Die Radverbindung in Richtung Plagwitz ist verbesserungsbedürftig, im Gegensatz zur hervorragenden Verbindung in die anderen Grünauer Ortsteile.